# Rétification
Cet article possède un paronyme, voir Réification.
 (avril 2015).
Si vous disposez d'ouvrages ou d'articles de référence ou si vous connaissez des sites web de qualité traitant du thème abordé ici, merci de compléter l'article en donnant les références utiles à sa vérifiabilité et en les liant à la section « Notes et références ».
Le bois rétifié est du bois ayant fait l'objet d'un processus de rétification, une forme de réticulation par traitement thermique à haute température (les abaques de traitement varient selon l’essence) sous atmosphère inerte. Ce traitement modifie la composition chimique du bois et lui donne des propriétés hydrophobes dont une des conséquences est la résistance à la biodégradation et la stabilité dimensionnelle. Ses propriétés mécaniques sont modifiées. Le mot est composé à partir des mots réticulation et torréfaction.
Ce procédé a été développé par l’École des Mines de Saint- Etienne dans les années 1980 et commercialisé par la société anonyme Now qui a été créée en 1995 pour passer de l’échelle du laboratoire à l’échelle industrielle et dirigé par Pierre Gohar (doctorat en génie des procédés industriels de l’École des Mines). 
L'opération réalisée sans aucun adjuvant chimique s'applique à différentes essences dont le pin maritime, l'épicéa, le peuplier, le hêtre, le frêne, sélectionné selon des critères stricts. Les bois sont préalablement séchés au taux requis pour la menuiserie. Le procédé a reçu un avis technique du Centre scientifique et technique du bâtiment (CSTB),.

## Propriétés du bois obtenu
Lors de l'opération de pyrolyse contrôlée obtenue avec ce procédé ou des procédés concurrents, il se produit plusieurs transformations : 
- passage d'un comportement hydrophile à un comportement hydrophobe
- création de molécules libres de goudrons au sein du bois
- dégradation thermique des hémicelluloses
- modifications de la structure cristalline de la cellulose
- modification de la couleur du bois, qui devient brun à marron.

Ces modifications rendent le bois beaucoup plus résistant aux attaques fongiques, grâce à la disparition d'une grande partie des éléments leur servant de nourriture, et à l'apparition de goudrons au pouvoir anti-fongique. 
Sur le plan physique, le bois ainsi traité bénéficie d'une stabilité dimensionnelle accrue de 30 à 50 %, gagne en dureté et par conséquent devient plus cassant, avec une moindre résistance aux chocs, ainsi qu'à la rupture en flexion ou au cisaillement. Il est donc exclu pour l'emploi en tant qu'élément de structure de type charpente, mais est mieux adapté qu'un bois classique à des emplois non porteurs en extérieur tels que terrasses et bardages, ou en intérieur pour des parquets et menuiseries.